# 林家源平
林家 源平（はやしや げんぺい、1950年9月3日 - ）は、日本の落語家・俳優・タレントである。本名∶富永 久三男。愛媛県宇和島市（旧：三間町地域）出身。出囃子∶「供奴」。紋∶「花菱」。落語協会所属の真打。

## 来歴
愛媛県立三間高等学校中退。かつて二所ノ関部屋に所属する力士であったが、同部屋の麒麟児和春に簡単に投げ飛ばされて相撲の道を諦め廃業した。
1969年1月に初代林家三平に入門し、1972年に前座となる。前座名は「げん平」。1974年5月に二ツ目に昇進し「源平」と改名。それと並行して俳優としても活動する。1980年に三平が急死し、兄弟子の林家こん平の預かり弟子となる。
1983年9月に柳家小里ん、蝶花楼花蝶、林家正雀と共に真打昇進する。

## 芸歴
- 1969年1月：初代林家三平に入門。
- 1972年5月：前座となる。前座名は「げん平」。
- 1974年5月：二ツ目昇進、「源平」に改名。
- 1980年10月：三平没後、林家こん平門下となる。
- 1983年9月：真打昇進。

## 活動

### 落語家として
老人福祉センターへの落語ボランティアに行き、最終的には介護ヘルパーの資格を取得。病からの復帰を目指し活動するこん平を、亡くなる2020年までサポートしていた。
持ちネタは「犬の目」・「がまの油」・「袈裟御前」・「代書屋」・「夜店風景」。

### 俳優・タレントとして
俳優としても活動しており、特に『ジャッカー電撃隊』で演じた姫玉三郎（ひめ たまさぶろう）は、自らの出身でもある伊予弁で話すキャラクターだった。また、映画『男はつらいよ』シリーズに19本出演している。テレビドラマや映画以外でもタレントとして出演するなどしている。

## 出演

### テレビドラマ
- 愛の戦士レインボーマン（テレビ朝日）- 第30話
- スーパー戦隊シリーズ
  - ジャッカー電撃隊（テレビ朝日）- 姫玉三郎役
  - 電子戦隊デンジマン（テレビ朝日）- 第23話、若松役
- 大都会 PARTIII（日本テレビ）- 第44話、警官役
- メタルヒーローシリーズ
  - 宇宙刑事シャイダー（テレビ朝日） - 第26話
  - 巨獣特捜ジャスピオン（テレビ朝日） - 第17話
  - 超人機メタルダー（テレビ朝日）- スプリンガーの声 役
  - 世界忍者戦ジライヤ（テレビ朝日）
  - 機動刑事ジバン（テレビ朝日）- 第3話、ドロノイド人間態役

### バラエティ・情報番組
- 「明るい農村」（NHK）
- 「北の家族・宇和島編」（NHK）
- 「笑点」（日本テレビ系）
- 「ルックルックこんにちは」（日本テレビ系）
- 「どっきりカメラ」（日本テレビ系）
- 「気分はシャッフル」（テレビ朝日）

### 映画
- ジャッカー電撃隊VSゴレンジャー
- 正午なり
- 男はつらいよ 寅次郎と殿様(1977年) - 天麩羅屋の旦那

## 著書
- 『俺の三平』 海越出版社 1989年 ISBN 978-4906203741